# Etherboot
Etherboot är ett projekt för fri programvara för uppstartning av datorer över nätet. Startkoden går under namnet gPXE (äldre versioner kallades Etherboot) och motsvarar till sin funktion PXE, men är mångsidigare.
De flesta moderna datorer kan ladda ner startkod och operativsystem över nätet istället för från hårddisk. Också en del nätverksapparatur och inbyggda system kan använda denna metod. Fördelen är dels att man kan undvika hårddisk med rörliga delar eller andra dyra sekundärminnen, dels att uppdatering och omkonfigurering av operativsystem kan göras på en skild startserver, samtidigt för många apparater och med bättre användargränssnitt än resursfattiga inbyggda system kan erbjuda.
Uppstarten genom PXE sker med hjälp av en BIOS-modul, som med hjälp av DHCP-förfrågan lokaliserar en startserver, som erbjuder antingen mer avancerad startkod eller själva operativsystemet. DHCP-servern bör stöda vissa specialoptioner. Etherboot klarar i motsats till PXE att ladda en hel operativsystemkärna, till exempel en med viss tilläggskod ("NBI") försedd Linuxkärna. Etherboot kan också användas som den kod nätkortets PXE laddar för att ladda ner själva operativsystemet.
Etherboot kan installeras på en programmerbar minneskrets på nätkortet, som en tilläggsmodul på själva BIOS-kretsen, på diskett, CD-skiva, USB-minne eller hårddisk. Vid sidan av TFTP, som vanligen används för att ladda ner operativsystem, stöder Etherboot AoE, FTP, HTTP, HTTPS, iSCSI och NFS. Också kod för användande av DNS kan inkluderas. Kryptografiska nycklar kan inkluderas i koden, varvid attacker till exempel i form av falska DHCP-servrar eller modifiering av nättrafiken upptäcks och automatisk körning av icke-godkänd kod undviks.
Uppstarten kan vara automatisk eller användaren kan erbjudas alternativ på datorkonsolen (liksom BIOS) eller på en skild datorterminal kopplad till en serieport.
Vilka alternativ som stöds och hur startkoden i övrigt skall fungera definieras vid kompilering av koden. Då man kompilerar koden själv har man tillgång till alla alternativ. Man kan också välja att hämta startkoden färdigkompilerad från en automat ("Rom-o-Matic"), varvid alternativen är mer begränsade.